# 세이지 게이츠헤드
세이지 게이츠헤드(Sage Gateshead)는 영국 잉글랜드 게이츠헤드에 있는 공연장이다.

## 공연
세이지 게이츠헤드에서는 폭넓은 장르의 음악 공연이 열린다. 국제적으로 유명한 블론디, 닉 케이브, 익스플로전스 인 더 스카이, 낸시 시나트라, 허비 행콕, 모과이 등이 이 곳에서 공연했다. 2015년 2월, 이 곳에서 두번째 BBC 라디오 6 뮤직 페스티벌이 열렸다.
로열 노던 신포니아가 이 곳을 기점으로 활동한다.

## 설계
1997년, RIBA가 주최한 설계 공모에 참여한 100여 개의 시안들 중 노먼 포스터의 안이 당선되었으며 아럽(ARUP)이 엔지니어링에 참여했다. 곡면 유리와 스테인리스강으로 이루어진 건물이 타인강을 바라보는 형상이 특징적이다.

## 같이 보기
- 게이츠헤드 밀레니엄 브리지
- 포스터 앤드 파트너스